# Bahnhof Hannover-Nordstadt
Der Bahnhof Hannover-Nordstadt ([hanoːfɐ nɔɐ̯tʃtat] ) ist ein Haltepunkt und Bahnhofsteil an der Bahnstrecke Hannover–Minden, welche hier die Grenze zwischen den hannoverschen Stadtteilen Nordstadt und Hainholz bildet. Die Station wird ausschließlich von Zügen der S-Bahn Hannover bedient.

## Geschichte

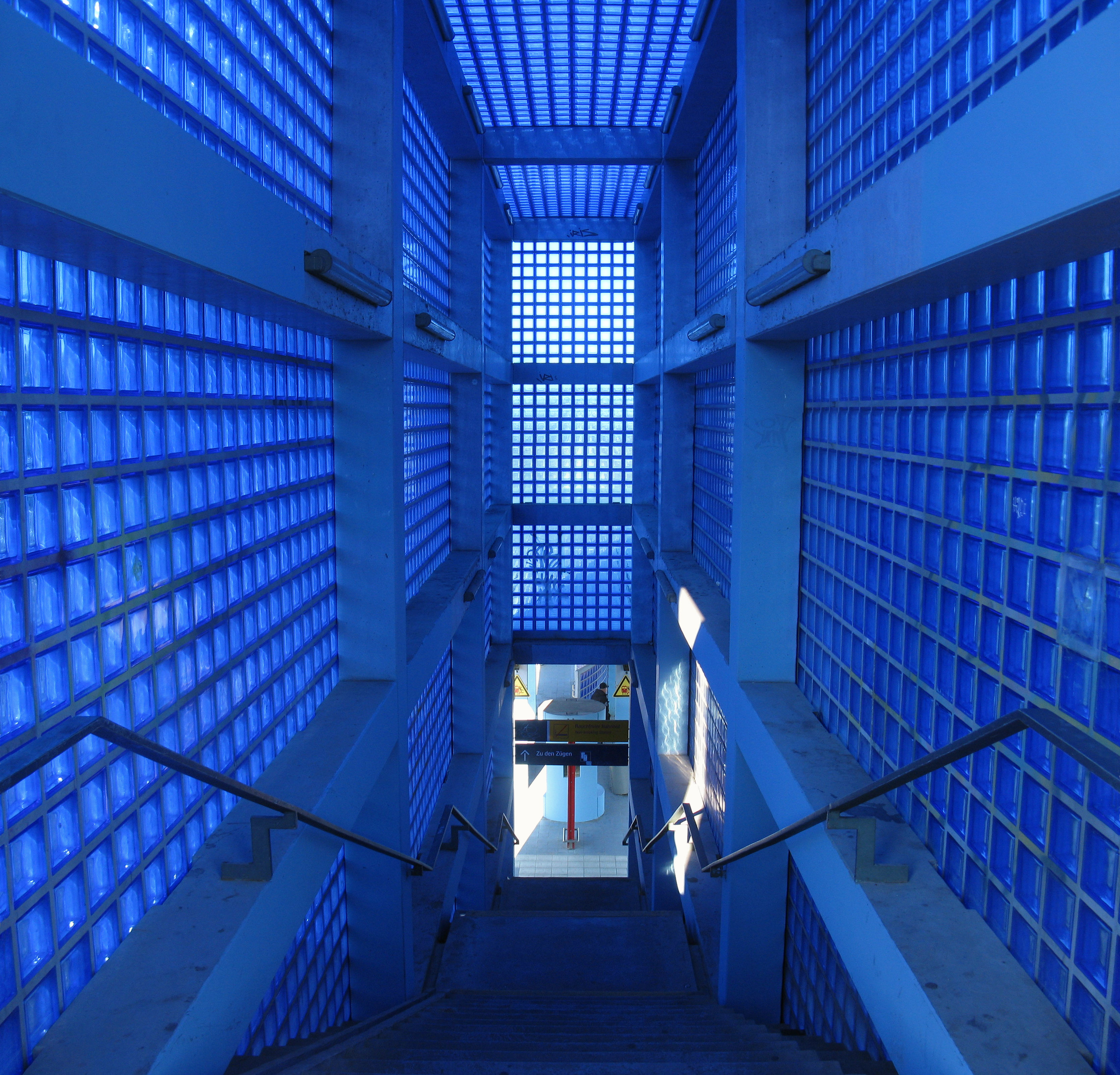
Treppenabgang zu den Gleisen

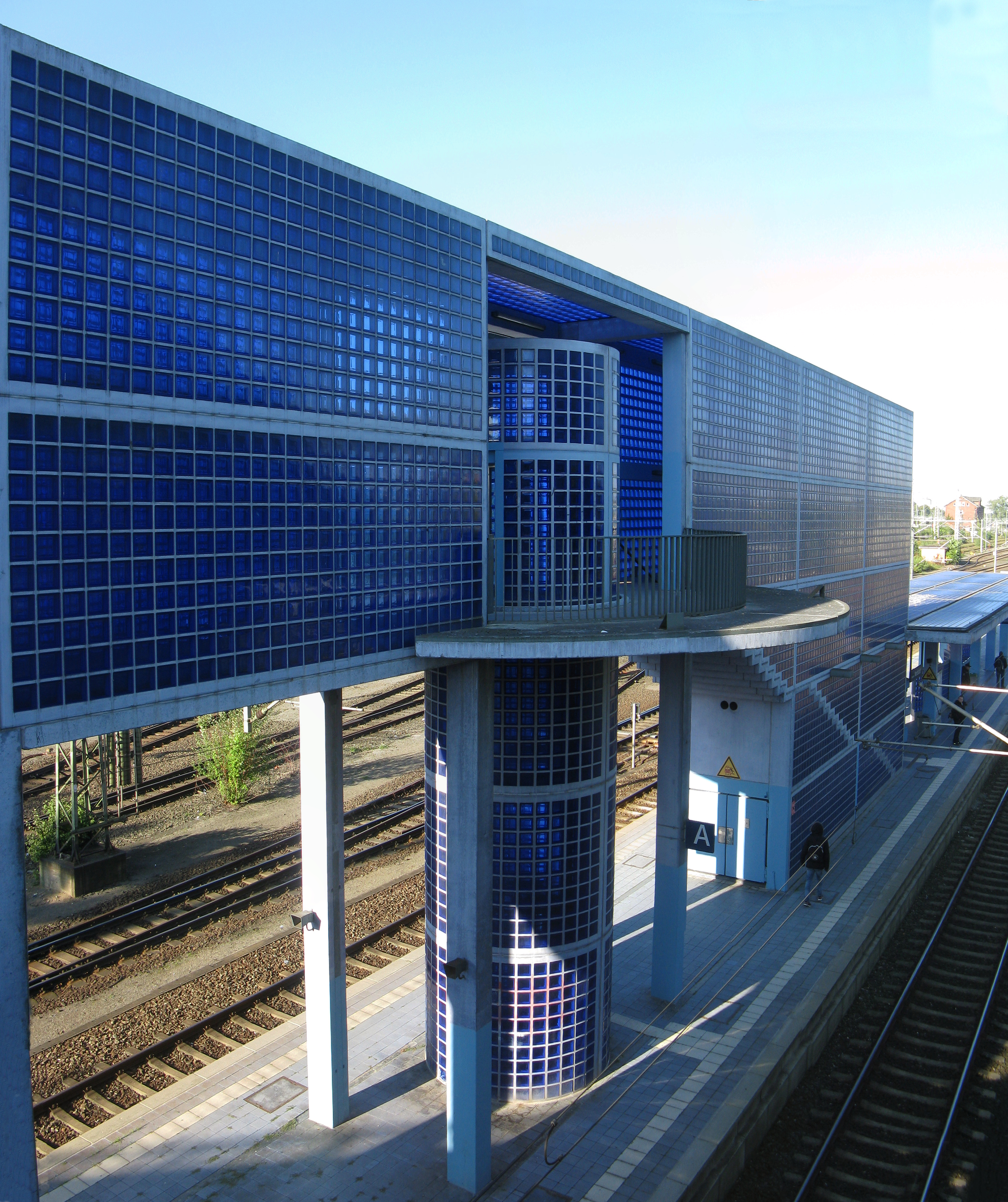
Nordseite

Der Bahnhof wurde 1996 bis 1997 nach einem Entwurf von Hansjörg Göritz an der neu gebauten S-Bahn-Strecke Hannover Hbf–Hannover-Leinhausen als Projekt für die Expo 2000 errichtet und am 1. Juni 1997 für den Regionalverkehr zwischen Hannover und Wunstorf in Betrieb genommen. Das Gebäude wurde in blau gefärbtem Sichtbeton und blauen Glassteinen als langgestreckter Treppen- und Aufzugsbau ausgeführt. Lieferung und Montage der Steine erfolgten durch die Firma HoffmannGlas Glasbau und Bauelemente aus Peine-Vöhrum. Auf der Brücke zwischen Engelbosteler Damm und Schulenburger Landstraße befindet sich eine Haltestelle der Stadtbahn Hannover.
Der Bahnhof ersetzte den etwa 100 m nordwestlich gelegenen Bahnhof Hannover-Hainholz an den Strecken nach Langenhagen und Wunstorf. Dieser Bahnhof wurde am 24. Mai 1998 geschlossen. Der Eingang ist zugemauert, die Bahnsteigüberdachung entfernt.

## Betrieb
Der Bahnhof wird von den Linien S1, S2, S4 und S5 der S-Bahn Hannover bedient. Es besteht eine Umsteigemöglichkeit zur Stadtbahnlinie 6.
| Linie                    | Verlauf | Takt |
| ------------------------ | --- | --- |
| S 1                      | Minden (Westf) – Bückeburg – Kirchhorsten – Stadthagen – Lindhorst (Schaumb-Lippe) – Haste (Han) – Wunstorf – Dedensen-Gümmer – Seelze – Letter – Hannover-Leinhausen – Hannover-Nordstadt – Hannover Hbf – Hannover Bismarckstraße – Hannover-Linden/Fischerhof – Hannover-Bornum – Empelde – Ronnenberg – Weetzen – Lemmie – Wennigsen (Deister) – Egestorf (Deister) – Kirchdorf (Deister) – Barsinghausen – Winninghausen – Bantorf – Bad Nenndorf – Haste (Han) Stand: Fahrplanwechsel Juni 2022 | 60 min |
| S 2                      | Nienburg (Weser) – Linsburg – Hagen (Han) – Eilvese – Neustadt am Rübenberge – Poggenhagen – Wunstorf – Dedensen-Gümmer – Seelze – Letter – Hannover-Leinhausen – Hannover-Nordstadt – Hannover Hbf – Hannover Bismarckstraße – Hannover-Linden/Fischerhof – Hannover-Bornum – Empelde – Ronnenberg – Weetzen – Lemmie – Wennigsen (Deister) – Egestorf (Deister) – Kirchdorf (Deister) – Barsinghausen – Winninghausen – Bantorf – Bad Nenndorf – Haste (Han) Stand: Fahrplanwechsel Juni 2022       | 60 min |
| S 4                      | Hildesheim – Emmerke – Barnten – Sarstedt – Rethen (Leine) – Hannover Messe/Laatzen – Hannover Bismarckstraße – Hannover Hbf – Hannover-Nordstadt – Hannover-Ledeburg – Hannover-Vinnhorst – Langenhagen Mitte – Langenhagen Pferdemarkt – Langenhagen-Kaltenweide – Bissendorf – Mellendorf – Bennemühlen Stand: Fahrplanwechsel Juni 2022 | 60 min 30 min (Hannover Hbf–Bennemühlen werktags)                                                           |
| S 5                      | Paderborn Hbf – Altenbeken – Steinheim (Westf) – Schieder – Lügde – Bad Pyrmont – Emmerthal – Hameln – Bad Münder (Deister) – Springe – Völksen/Eldagsen – Bennigsen – Holtensen/Linderte – Weetzen – Hannover-Linden/Fischerhof – Hannover Bismarckstraße – Hannover Hbf – Hannover-Nordstadt – Hannover-Ledeburg – Hannover-Vinnhorst – Langenhagen Mitte – Langenhagen Pferdemarkt – Hannover Flughafen Stand: Fahrplanwechsel Juni 2022                                                           | 60 min 30/60 min (Bad Pyrmont–Hameln) 30 min (Hameln–Hannover Hbf werktags) 30 min (Hannover Hbf–Flughafen) |
| Stand: 11. Dezember 2022 | | |

### Stadtbahn auf dem Engelbosteler Damm
| Linie                    | Verlauf | Takt                                       |
| ------------------------ | --- | ------------------------------------------ |
| 6                        | Nordhafen – Hainhölzer Markt – Bahnhof Nordstadt – An der Strangriede – Christuskirche – Steintor – Kröpcke – Aegidientorplatz – Marienstraße – Braunschweiger Platz – Kinderkrankenhaus auf der Bult – Brabeckstraße – Kronsberg – Messe/Ost (EXPO-Plaza) | 10 min (werktags) 15 min (sonn-/feiertags) |
| Stand: 11. Dezember 2022 | |                                            |

## Unfall
Am 16. Juli 2012 kamen auf dem Bahnhof zwei Arbeiter bei Glasreinigungsarbeiten durch Stromschlag ums Leben. Eine Aluminiumleiter war gegen die Oberleitung gekippt. Im Zuge der Ermittlungen stellte sich heraus, dass die Verwendung der Leiter nicht zulässig gewesen wäre, dies aber von Bahn-Mitarbeitern nicht beanstandet worden war.